# 郭廷冕
郭廷冕（1497年—？），字季文，號陶峰，又號文麓，山西太原府文水縣人，軍籍，明朝政治人物。

## 生平
正德十四年（1519年）己卯科山西鄉試第五十二名舉人。嘉靖十四年（1535年）中式乙未科會試第二百四十三名，登第三甲第一百七十五名進士。授中书舍人，十八年十一月选授陕西道試監察御史，十九年十月實授。二十一年巡按淮揚，二十三年巡按南直隶，二十五年升常州府知府，二十七年升山东按察司副使。

## 家族
曾祖郭文杉；祖父郭鑑，曾任義官；父郭璠，曾任吏目。母張氏。永感下。